# 市舶司
市舶司（しはくし）は、中国において唐代から明代の間設置された、海上貿易関係の事務を所管する官署のこと。
唐代玄宗の開元2年（714年）に貿易港として栄えていた広州に設置されたのが始まりで、市舶使や押蕃舶使などを長官とし、刺史や節度使が兼任することもあった。宋代に入って南海貿易が発展すると、それに伴って制度の改革整備が進み、広州に加えて泉州や明州（後の寧波）などにも置かれるようになった。
職務は内外商人の出入国の手続きや保護・取り締まり、貨物の検査、徴税、禁制品の取り締まり、官買品の買い上げ、外国使節の接待など、非常に広範なものであった。
元代には市舶提挙司と呼ばれ、明代にも広州、泉州、寧波に市舶提挙司が置かれた。ただ、明は朝貢制度をとり、一方で倭寇を防ぐ意味もあって外国人との貿易や海外渡航を禁止する海禁政策を採っていた。そのために市舶司の貿易に果たす役割は小さくなり、貿易の多くは密貿易によって行われていた。清代にも初期には市舶司が置かれていたが、1685年に海関が設置されると海関に機能を統合、市舶司は廃止される。